# متلازمة الوهن العام
متلازمة الوهن العام هو مجموعة شائعة وهامة سريريًا من الأعراض التي تحدث لدى كبار السن. يمكن أن تشمل هذه الأعراض انخفاض القدرات البدنية مثل المشي والتعب المفرط وفقدان الوزن والعضلات مما يؤدي إلى تدهور الحالة البدنية. بالإضافة إلى ذلك، يشمل الوهن انخفاضًا في كل من الوظيفة البدنية العامة والاحتياطي الفسيولوجي لأنظمة الأعضاء مما يؤدي إلى نتائج صحية أسوأ لهذه الفئة من السكان.ترتبط بهذه المتلازمة زيادة خطر الإصابة بأمراض القلب والسقوط والاستشفاء والوفاة. بالإضافة إلى ذلك، فقد ثبت أن البالغين الذين يعيشون مع الوهن يواجهون أعراض القلق والاكتئاب أكثر من أولئك الذين لا يعانون من الوهن.يختلف وجود الوهن بناءً على تقنية التقييم، ومع ذلك، يُقدر أن 4-16٪ من السكان الذين تزيد أعمارهم عن 65 عامًا يعيشون مع الوهن.